# Šilerova jodna proba
Šilerova jodna proba se sastoji u premazivanju površine posmatrane porcije lugolovim rastvorom pomoću dugačkog štapića. Jodom iz lugolovog rastvora se zdrav epitel oboji tamno mrko, dok patološki promenjen pločasti epitel i zdrav cilindrični epitel ostaju svetli. Jod pozitivna proba znači da je pločasti epitel zdrav, odnosno da na tom mestu verovatno nema karcinoma. Jod negativna proba znači da je epitel ostao svetle boje i da je sumnjiv, između ostalog na karcinom. Kad kolposkopija pokaže prisustvo sumnjivog epitela, obavezno se vrši ciljana biopsija.